# Anne Brunell
Anne Nicole Brunell (nacida Currie; Australia, 13 de julio de 1970) es una nadadora paralímpica australiana. Nació sin piernas y con súnicamente tres dedos en su mano derecha.

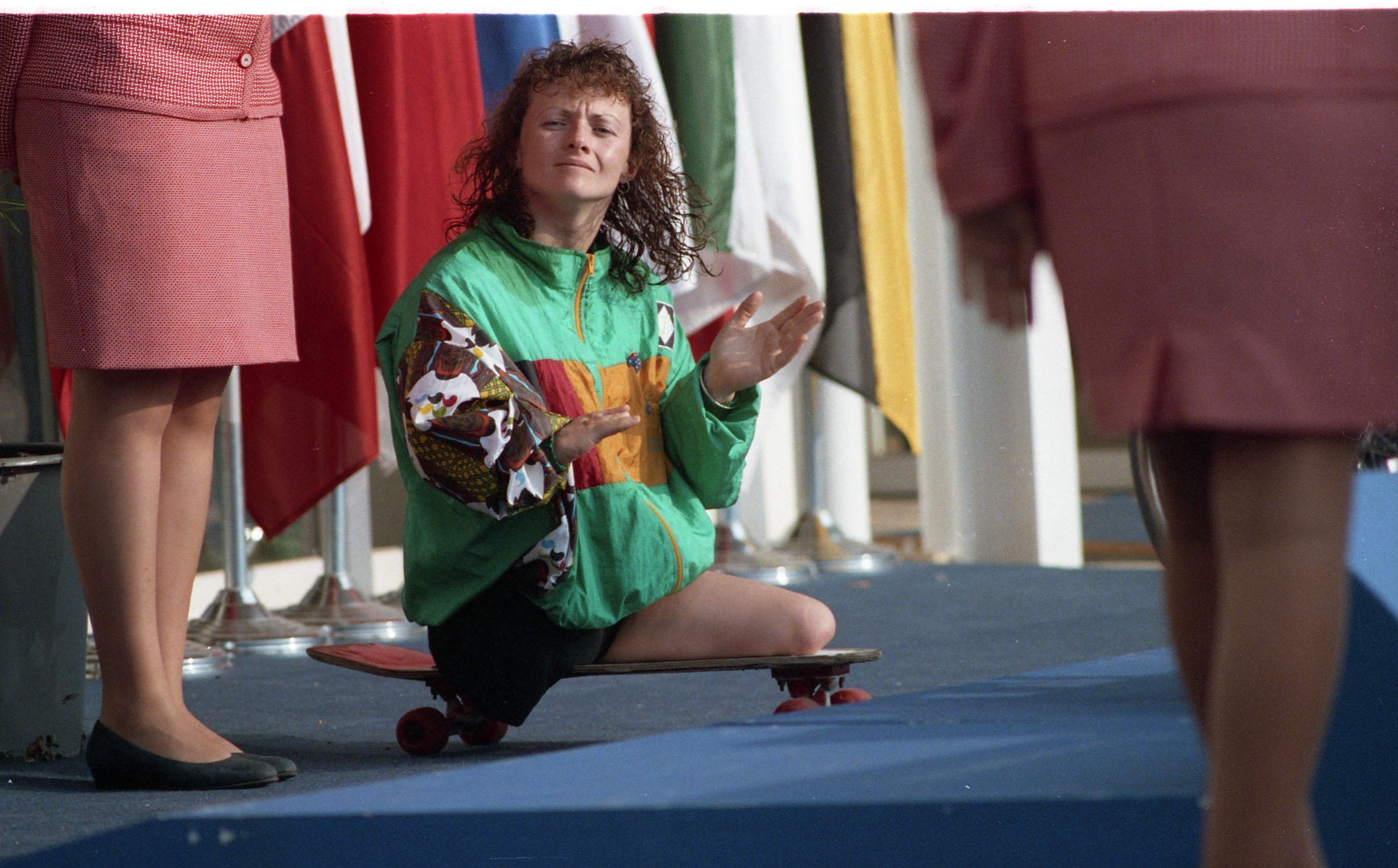
Anne Brunell en la ceremonia de los Juegos Paralímpicos de Barcelona 1992

Empezó a competir en natación a la edad de 11 años y nadó para los clubes de natación de Nunawading y North Dandenong. En los Juegos Paralímpicos de Nueva York y Stoke Mandeville 1984, ganó una medalla de bronce en la prueba femenina de 100 m estilo libre A1. Con poco menos de 14 años de edad, esto la convirtió en la más joven Medallista paralímpica australiana en esa época, superando a Elizabeth Edmondson, que ganó el oro a los 14 años y 4 meses en los Juegos Paralímpicos de Tokio 1964. En 2012, Maddison Elliott superó a ambas y se convirtió en la medallista paralímpica australiana más joven y en la medallista de oro de los Juegos Paralímpicos de Londres 2012. En los Juegos de Seúl 1998, Currie ganó la plata en el relevo femenino de 4 x 100 m estilo libre. También ganó tres medallas de oro en las pruebas de 50 y 100 m estilo libre S6 y 4 × 100 m estilo libre relevos S7 y una medalla de plata en los 4 × 100 m estilo libre S1 en los Campeonatos y Juegos Mundiales para Discapacitados de 1990, en Assen, Países Bajos.
En los Juegos Paralímpicos de Barcelona 1992, ganó tres medallas de oro en las pruebas femeninas de 4x50 m estilo libre S1-6, 200 m estilo libre S6 y 100 m estilo libre S6, por las que obtuvo una medalla de la Orden de Australia, y una medalla de bronce en la prueba de 50 m estilo libre S6. En 2000, recibió una Medalla Deportiva Australiana. En 2007, fue incluida en el Cuadro de Honor Femenino de Victoria.